# 遠藤恭葉
遠藤 恭葉（えんどう やすは、10月22日 - ）は、静岡県出身の日本のモデル、女優、絵本作家。遠藤 やすは名義でも活動している。過去にはオスカープロモーションに所属していた。

## 出演

### テレビドラマ
- FACE MAKER（2010年、読売テレビ）
- LADY〜最後の犯罪プロファイル〜 第1話（2011年、TBS）
- ラストマネー -愛の値段-（2011年、NHK総合テレビ）
- せいせいするほど、愛してる 第5話（2016年、TBS）
- 日本ボロ宿紀行 第4話（2019年、テレビ東京） - 遠藤やすは名義で出演。

### テレビ番組
- ぱらきん〜PARADISE KING〜（2010年、J:COM） - MCアシスタント
- ザ・サンデー千葉市（2011年 - 2012年、チバテレビ） - レギュラー
- 快撮⇒ちば・いばらき行（2012年 - 2015年、J:COM） - レギュラー

### ビデオパッケージ
- LG電子 デモンストレーション（2010年）
- トヨタ自動車 120秒ムービー（2016年）

### CM
- パナソニック デジタル一眼レフ（2011年）
- ハウス食品 ジャワカレー（2011年）
- シャープ AQUOS PHONE「篠田さんの一日ブログ」篇（2014年）
- 雪印メグミルク ウェブCM すっぽりかぶれる「ボトラッテ」第1話 - 第8話（2016年）
- Disney×au by KDDI「ディズニーパス」篇（2016年）
- 東急ハーヴェストクラブ ムービー（2016年）
- 自動貯金アプリ finbee ブランドムービー（2018年）
- 森永製菓 ビスケットシリーズ「おうちでいいこと 森永ビスケット」（2018年）
- 花王 キュレル モイスチャーバーム（2018年）

### プロモーションビデオ
- リュ・シウォン「どんな時も」（2011年）
- 心之助「俺と一緒になってくれ」（2018年）

### Vシネマ
- 戦慄ショートショート 恐噺 幽霊ホテル「44」（2011年製作/2012年発売、監督：荒牧夕子）

### 映画
- 母との旅（2013年、監督：中泉裕矢）
- おばけ（2014年、監督：坂本悠花里）
- やわらかな秘密（2014年、監督：生見司織）
- 強いひと（2014年、監督：中泉裕矢）
- 夏桜（2015年、監督：生見司織）
- 幸せの鳥は青くない（2015年、監督：中泉裕矢）
- 農家のお嫁にいらっしゃい（2016年、監督：中泉裕矢） - 大村 役[3]
- もっけのさいわい（2016年、監督：中泉裕矢）
- メランコリック（2018年製作/2019年公開、監督：田中征爾）

### スチールモデル
- エクセレント・ファーム 成人袴カタログ
- サイファ CouponLand
- 高倉大輔 写真展「Various Life」FUCTOTUM Gallery（2015年）
- 高倉大輔 写真展「monodramatic / loose polyhedron」Sony Imaging Gallery（2016年）
- MEDI STORE
- ホテルポートプラザちば（2016年）
- ゼクシィ 2016年12月号（2016年）
- ゼクシィ 2017年2月号（2017年） - ホテルポートプラザちば ブライダルモデル
- 高倉大輔 写真展「眼鏡 catch up アート??」OFS Gallery（2017年）

## その他の活動

### イメージガール
- 極楽湯（2009年度）[1]
- スクープ!? 2期生 スポーツ報知担当（2011年 - 2013年）[4]
- 昭和シェル石油 6代目イメージパーソナリティ（2012年 - 2015年）[5]

### 画業
- 個展『夜と朝のあわい』THE FORUM 世田谷（2019年）[6]
- G・クルターグ《カフカ断章》Op.24より いくつかの断章（2019年） - フライヤー原画
- 横浜ハンマーヘッド 茶寮 伊藤園 横浜（2019年） - 原画提供
- プレジデント社『七緒』春号（2020年） - 扉絵